# اچ‌ام‌اس ال۱
اچ‌ام‌اس ال۱ (به انگلیسی: HMS L1) یک زیردریایی بود که طول آن ۲۲۲ فوت (۶۸ متر) بود. این زیردریایی در سال ۱۹۱۷ ساخته شد.